# ستيف هيرندون
ستيف هيرندون (بالإنجليزية: Steve Herndon)‏ هو لاعب كرة قدم أمريكية أمريكي، ولد في 25 مايو 1977 في لاغرانغ في الولايات المتحدة.

## وصلات خارجية
- ستيف هيرندون على موقع مرجع كرة القدم المحترفة.كوم (الإنجليزية)